# Karl Völker
Karl Völker (17. října 1889 Halle, Sasko-Anhaltsko – 28. prosince 1962, Výmary) byl německý architekt, malíř a grafik spojený zejména s uměleckým směrem Nová věcnost.

## Život
Narodil se v roce 1889 v Halle, Sasko-Anhaltsko. V letech 1904–1910 studoval interiérového dekoratéra, poté v letech 1912–1913 studoval na Drážďanské uměleckoprůmyslové škole, kde byl jeho učitelem Richard Guhr. Jeho první samostatná výstava byla v uměleckém klubu Halle v roce 1918.
Völker byl ředitelem umělecké skupiny Halle, založené v roce 1919, která byla spojená s berlínskou Novembergruppe. V raných letech Výmarské republiky přispíval mnoha články a tisky do novin KDP (Komunistická strana Německa).
V roce 1924 se připojil k berlínské „Rudé straně“ a přispíval do časopisu Das wort. Jeho rané obrazy jsou malované v konstruktivistickém stylu, například Industriebild (1923). Jeho obraz Railroad Station (1924) oslavuje nádraží, které postavila nová vláda KDP v Halle tak i jednotu masově shromážděných dělníků sestupujících po schodech.
Völker pracoval jako architekt do roku 1933, kdy převzal moc Hitler. Byl prohlášen nacisty za zvrhlého umělce a proto musel pracovat od roku 1933 do roku 1943 prováděním architektonických památkových prací.
Po vojenské službě ve druhé světové válce pokračoval v práci architekta a malíře. V roce 1924 měl v Moritzburském muzeu v Halle retrospektivní výstavu. Zemřel v Halle v roce 1962.